# Sadko (submarino)
Sadko es un submarino civil lanzado en 1997. Fue diseñado por la Oficina de Diseño Rubin, que anteriormente había diseñado submarinos nucleares para las marinas soviética y rusa. Con capacidad para 40 pasajeros y bucear a 40 metros de profundidad, el Sadko está diseñado para su uso como embarcación de excursiones turísticas. Inicialmente operó en Santa Lucía, pero desde 2001 se ha establecido en Chipre, donde opera desde Lárnaca.

## Diseño
Sadko fue diseñado por la Oficina de Diseño Rubin, que previamente había diseñado dos tercios de los submarinos nucleares de la Armada rusa y soviética. Rubin había comenzado a diseñar submarinos civiles, destinados a ser utilizados en excursiones turísticas, en 1988. Su primer diseño Neptun se lanzó en 1991. Sadko fue diseñado en 1994 como un desarrollo del Neptun. El proyecto fue un ejemplo de tecnología militar que se convirtió en uso civil y el barco recibió el nombre de Sadkó, un personaje de cuento de hadas eslavo que tuvo aventuras en el fondo marino.
Sadko mide 30 metros de largo, tiene capacidad para 40 pasajeros y tiene 22 ojos de buey para ver bajo el agua. Es propulsada por un motor totalmente eléctrico y no tiene sistemas hidráulicos, lo que minimiza el riesgo para el medio ambiente de los derrames de líquidos. Fue diseñada para bucear hasta 40 metros bajo el agua y puede permanecer allí durante tres días. Su velocidad es de 3 nudos (5.6 km/h; 3.5 mph). Se esperaba que fuera alquilada para su uso por un operador turístico en el Caribe, el Mediterráneo o Malasia y Rubin tenía planes para nuevos buques de diseño similar.
Sadko fue construido por Petrozavod en San Petersburgo. Su construcción se vio obstaculizada por el período de hiperinflación y crisis económica de 1994-1995, pero se completó en 1997. Sadko fue bendecido por un sacerdote ortodoxo ruso en una ceremonia el 19 de junio de 1997 y se inauguró a las 4 de la mañana del 26 de junio. Fue transportada por carretera desde el astillero hasta el muelle. Con el agua demasiado poco profunda para que pudiera ser lanzada con seguridad, fue transportada en barcaza a aguas más profundas.

## Servicio
Sadko operó primero en Santa Lucía en el Caribe pero desde 2001 ha operado en Chipre en el Mediterráneo. Con base en Lárnaca, es propiedad y está operada por Rusia, bajo la marca Larnaca Napa Sea Cruises. Hace viajes que ofrecen a los turistas vistas de la vida marina que normalmente solo son visibles para los buceadores. Para atraer peces a los alrededores el submarino va acompañado de un buzo que distribuye chum como cebo. Esta práctica ha sido criticada por distorsionar la cadena alimentaria natural. Sadko también ha realizado viajes a varios naufragios en Chipre, como el HMS Cricket y el ferry Zenobia, así como un helicóptero hundido y un vehículo blindado.